# Les Profondeurs (nouvelle)
Les Profondeurs (titre original : The Deep) est une nouvelle de science-fiction d’Isaac Asimov publiée pour la première fois aux États-Unis en décembre 1952 dans Galaxy Science Fiction. Elle a été publiée en langue française dans le recueil de nouvelles La Voie martienne en 1978.

## Résumé
Sur une planète inconnue, dont le Soleil s'éteint, une race sans nom survit dans une Caverne qui constitue tout son univers, au point que sa dimension est l'unité de longueur usuelle. Depuis des éons, elle s'enfonce dans le sol pour pomper ce qui reste de chaleur dans le noyau planétaire. Mais cette ressource s'épuise.
Un jour, l'inespéré se produit : une planète (la Terre) vient d'entrer dans le champ de détection des astronomes, et elle est propre à la vie. On va donc y envoyer l'esprit d'un explorateur, Roi, chargé d'y implanter une balise. Cela fait, la race tout entière sera téléportée sur ce nouveau havre et échappera à son monde condamné. C'est sa dernière chance.
Sur Terre, Roi se retrouve dans une situation très inconfortable : il est entré dans le corps d'un nourrisson à bord d'un avion au-dessus du Pacifique ! Et en plus, il doit subir les sentiments de "sa" mère, des passagers et de l'hôtesse ! En effet, sa culture interdit les liens familiaux, que l'on trouve bestiaux : or étant télépathe, il est obligé de les ressentir malgré tout.
Ayant réussi sa mission après moult avanies, Roi fait un rapport accablant : la planète est peuplée de primitifs non-télépathes, violents et bruyants, aux émotions répugnantes, et son climat est dangereusement instable (orages, vents, pluies, etc.). Sa race ne peut raisonnablement espérer y vivre que dans les profondeurs ! L'exode est donc organisé de façon à éviter tout contact avec les humains.
À cette intrigue se superposent les sentiments de Wenda, la mère de Roi, qui cache à tous le fait qu'elle est fière de son fils - alors qu'elle n'est même pas censée connaître leur parenté.
L'histoire présente donc un aspect comique : d'une part, Roi interprète de travers tout ce qu'il perçoit de la Terre ; d'autre part, lui et ses pairs sont désespérément aveugles à leur propre psychologie. Dans le même temps, elle parle de l'aveuglement qu'apporte l'intolérance : Gan le savant déplore que les humains soient si primitifs et répugnants, mais n'envisage pas de surmonter cette émotion pour oser un contact.

## Personnages par monde et ordre d'apparition
Dans la Caverne :
- Wenda, travailleuse manuelle
- le Racélogiste, directeur démographique de la Caverne
- Roi, fils de Wenda, explorateur intolérant
- Gan, le scientifique qui projette l'esprit de Roi sur Terre

Sur Terre :
- Laura, épouse de militaire
  - Walter Michaels, son fils de quelques mois, corps d'accueil de Roi
- George et Eleanor Ellis, voisins de Laura dans l'avion
- L'hôtesse et le pilote de l'avion